# Holboellia brachyandra
Holboellia brachyandra là một loài thực vật có hoa trong họ Lardizabalaceae. Loài này được H.N.Qin mô tả khoa học đầu tiên năm 1997.